# Lista de presidentes da República Portuguesa por falecimento
Este artigo apresenta a lista de presidentes da República Portuguesa contendo informações sobre a data de falecimento, cidade em que faleceram, causa da morte, o local de sepultamento, além de comparações e estatísticas diversas envolvendo as datas e lugares. Nela figuram os 16 presidentes da República já falecidos, entre a tomada de posse de Manuel de Arriaga em 24 de agosto de 1911 e a atualidade, em que dois dos quais detiveram as prerrogativas de presidente da República enquanto serviram como presidentes do Ministério (José Mendes Cabeçadas e Manuel Gomes da Costa). 
O primeiro presidente a falecer foi Manuel de Arriaga a 5 de março de 1917 e o último foi Jorge Sampaio a 10 de setembro de 2021. Mário Soares é o que faleceu no dia do calendário mais recente, 7 de janeiro de 2017, enquanto que Manuel Gomes da Costa  possui a data de falecimento mais tardia, 17 de dezembro de 1929. O mês de setembro é o mês em que faleceram mais presidentes (três). O dia 18 é aquele no qual faleceram mais presidentes (três).  A menor diferença de tempo entre duas mortes é 1 mês e 16 dias, referente ao espaço entre os falecimentos de António José de Almeida e de Manuel Gomes da Costa. A maior diferença de tempo entre duas mortes é 22 anos, 3 meses e 7 dias, referente ao espaço entre os falecimentos de José Mendes Cabeçadas e de Américo Thomaz. A diferença de tempo entre a primeira e a última morte de um presidente é de 104 anos, 6 meses e 5 dias.
Os únicos presidentes da República a morrer durante o mandato foram Sidónio Pais e Óscar Carmona, Sidónio Pais morreu assassinado com um disparo de arma de fogo e Óscar Carmona morreu vitima de broncopneumonia gripal. 

## Lista de presidentes
|  | OF | OP  | Presidente               | Data de Falecimento    | Local de Falecimento              | Causa da morte                                  | Local de sepultamento                                 | Sepultura |
|  | -- | --- | ------------------------ | ---------------------- | --------------------------------- | ----------------------------------------------- | ----------------------------------------------------- | --------- |
|  | 1  | 1   | Manuel de Arriaga        | 5 de março de 1917     | Santos-o-Velho, Lisboa            | Síncope, bronquite gripal                       | Panteão Nacional                                      |           |
|  | 2  | 4   | Sidónio Pais             | 14 de dezembro de 1918 | Socorro, Lisboa                   | Ferimentos por disparo de arma de fogo          | Panteão Nacional                                      |           |
|  | 3  | 2   | Teófilo Braga            | 28 de janeiro de 1924  | Santa Isabel, Lisboa              | Morte súbita                                    | Panteão Nacional                                      |           |
|  | 4  | 6   | António José de Almeida  | 31 de outubro de 1929  | São Sebastião da Pedreira, Lisboa | Reumatismo crónico, esclerose renal, miocardite | Cemitério do Alto de São João                         |           |
|  | 5  | 10  | Manuel Gomes da Costa    | 17 de dezembro de 1929 | São Sebastião da Pedreira, Lisboa | Insuficiência cardio-renal                      | Cripta dos Marechais do Cemitério do Alto de São João |           |
|  | 6  | 5   | João do Canto e Castro   | 14 de março de 1934    | Camões, Lisboa                    | Insuficiência aórtica, angina de peito          | Cemitério dos Prazeres                                |           |
|  | 7  | 7   | Manuel Teixeira Gomes    | 18 de outubro de 1941  | Bugia, Argélia francesa           | Insuficiência cardíaca                          | Cemitério Municipal de Portimão                       |           |
|  | 8  | 3/8 | Bernardino Machado       | 29 de abril de 1944    | Santo Ildefonso, Porto            | Pneumonia                                       | Cemitério Municipal de Vila Nova de Famalicão         |           |
|  | 9  | 11  | Óscar Carmona            | 18 de abril de 1951    | Lumiar, Lisboa                    | Broncopneumonia gripal                          | Panteão Nacional                                      |           |
|  | 10 | 12  | Francisco Craveiro Lopes | 2 de setembro de 1964  | São João de Deus, Lisboa          | Cardiosclerose                                  | Cemitério dos Prazeres                                |           |
|  | 11 | 9   | José Mendes Cabeçadas    | 11 de junho de 1965    | São João de Deus, Lisboa          | Cancro do Pulmão                                | Cemitério dos Prazeres                                |           |
|  | 12 | 13  | Américo Thomaz           | 18 de setembro de 1987 | Cascais, Cascais                  | Infecção generalizada                           | Cemitério da Ajuda                                    |           |
|  | 13 | 14  | António de Spínola       | 13 de agosto de 1996   | Ajuda, Lisboa                     | Embolia pulmonar                                | Cripta dos Marechais do Cemitério do Alto de São João |           |
|  | 14 | 15  | Francisco da Costa Gomes | 31 de julho de 2001    | Lapa, Lisboa                      | Insuficiência respiratória                      | Cripta dos Marechais do Cemitério do Alto de São João |           |
|  | 15 | 17  | Mário Soares             | 7 de janeiro de 2017   | São Domingos de Benfica, Lisboa   | Complicações pós-encefalite, hemorragia, anemia | Cemitério dos Prazeres                                |           |
|  | 16 | 18  | Jorge Sampaio            | 10 de setembro de 2021 | Carnaxide e Queijas, Oeiras       | Insuficiência respiratória                      | Cemitério do Alto de São João                         |           |

## Falecimentos por século e década
No total, 13 presidentes faleceram no século XX e 3 faleceram no século XXI.
1910 • Manuel de Arriaga (1917); Sidónio Pais (1918)
1920 • Teófilo Braga (1924); António José de Almeida (1929); Manuel Gomes da Costa (1929)
1930 • João do Canto e Castro (1934)
1940 • Manuel Teixeira Gomes (1941); Bernardino Machado (1944)
1950 • Óscar Carmona (1951)
1960 • Francisco Craveiro Lopes (1964); José Mendes Cabeçadas (1965)
1970 • nenhum
1980 • Américo Thomaz (1987)
1990 • António de Spínola (1996)
2000 • Francisco da Costa Gomes (2001)
2010 • Mário Soares (2017)
2020 • Jorge Sampaio (2021)

## Falecidos no mesmo ano, mês e idade

### Mesmo ano
- 1929: António José de Almeida e Manuel Gomes da Costa , em 31 de Outubro e 17 de Dezembro, respectivamente.

### Mesmo mês
- Mário Soares e Teófilo Braga faleceram em janeiro.
- Manuel de Arriaga e João do Canto e Castro faleceram em março.
- Óscar Carmona e Bernardino Machado faleceram em abril.
- Francisco Craveiro Lopes, Jorge Sampaio e Américo Thomaz faleceram ambos em setembro.
- Manuel Teixeira Gomes e António José de Almeida faleceram em outubro.
- Sidónio Pais e Manuel Gomes da Costa faleceram em dezembro.

### Mesma idade
- 92: Mário Soares e Américo Thomaz
- 81: Jorge Sampaio, José Mendes Cabeçadas, Óscar Carmona e Manuel Teixeira Gomes

## Presidente da República quando falecido
- Bernardino Machado (1ª vez)(1915-1917): Manuel de Arriaga
- Sidónio Pais1 (1917-1918): nenhum
- Manuel Teixeira Gomes (1923-1925): Teófilo Braga
- Óscar Carmona1 (1926-1951): António José de Almeida; Manuel Gomes da Costa; João do Canto e Castro; Manuel Teixeira Gomes; Bernardino Machado
- Américo Thomaz (1958-1974): Francisco Craveiro Lopes; José Mendes Cabeçadas
- Mário Soares (1986-1996): Américo Thomaz
- Jorge Sampaio (1996-2006): António de Spínola; Francisco da Costa Gomes
- Marcelo Rebelo de Sousa (2016- ): Mário Soares; Jorge Sampaio

1 Morrer durante o exercício do mandato.

## Chefes do governo quando falecido
- António José de Almeida (1916-1917): Manuel de Arriaga
- Álvaro Xavier de Castro (1923-1924): Teófilo Braga
- Artur Ivens Ferraz (1929-1930): António José de Almeida; Manuel Gomes da Costa
- António de Oliveira Salazar (1932-1968): João do Canto e Castro; Manuel Teixeira Gomes; Bernardino Machado; Óscar Carmona; Francisco Craveiro Lopes; José Mendes Cabeçadas
- Aníbal Cavaco Silva (1985-1995): Américo Thomaz
- António Guterres (1995-2002): António de Spínola; Francisco da Costa Gomes
- António Costa (2015-2024): Mário Soares; Jorge Sampaio

Sidónio Pais era, à época do seu assassinato, presidente da República e chefe de governo.

## Local de falecimento
O distrito onde faleceram mais presidentes foi o de Lisboa (14), tendo o Distrito do Porto, onde faleceu apenas um presidente. Já a nível de concelhos, o concelho onde faleceram mais presidentes foi o de Lisboa (12), seguido por Porto, Cascais, Oeiras, concelhos onde faleceu apenas um presidente. Manuel Teixeira Gomes foi o único presidente da Republica a morrer no exílio; faleceu em Bugia na Argélia.
Cinco presidentes nasceram e faleceram no mesmo concelho (Manuel Gomes da Costa, João do Canto e Castro, Óscar Carmona, Francisco Craveiro Lopes e Mário Soares).
| Distrito | Qtd. | Concelho | Presidentes | Qtd. |
| -------- | ---- | -------- | --- | ---- |
| Lisboa   | 14   | Lisboa   | Manuel de Arriaga, Sidónio Pais, Teófilo Braga, António José de Almeida, Manuel Gomes da Costa, João do Canto e Castro, Óscar Carmona, Francisco Craveiro Lopes, José Mendes Cabeçadas, António de Spínola, Francisco da Costa Gomes, Mário Soares | 12   |
| Lisboa   | 14   | Cascais  | Américo Thomaz | 1    |
| Lisboa   | 14   | Oeiras   | Jorge Sampaio | 1    |
| Porto    | 1    | Porto    | Bernardino Machado | 1    |
| Argélia  | 1    | Bugia    | Manuel Teixeira Gomes | 1    |